# Rudolf Dietz (Autor)

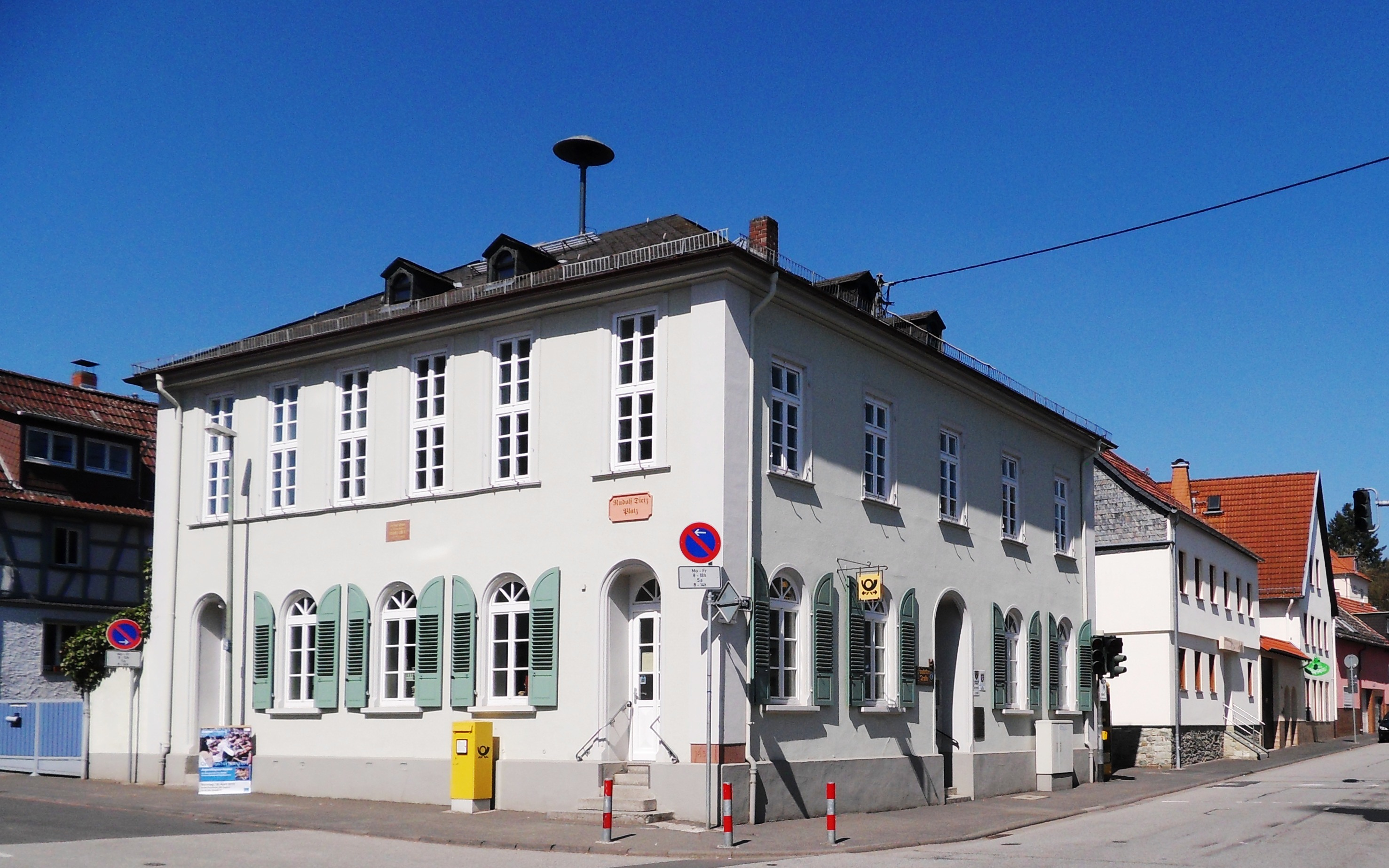
Geburtshaus von Rudolf Dietz in der Fondetter Straße, später Rathaus, jetzt Sitz der Ortsverwaltung

Georg Christian Conrad Theodor Hermann Rudolf Otto Dietz (* 22. Februar 1863 in Naurod; † 14. Dezember 1942 in Wiesbaden) war ein deutscher Lehrer, Schulbuchautor und Heimatdichter, der in nassauischer Mundart schrieb.
Da er auch Mitglied der NSDAP und des antidemokratischen Deutschbundes war, wird seit dem Jahr 2004 in Wiesbaden, seit 2012 auch in Bad Camberg über seine NS-Vergangenheit diskutiert. Trotz seiner zahlreichen, bereits in den 1920er Jahren publizierten antijüdischen Gedichte wird von Politikern abgestritten, dass er Antisemit war.
Neben Gedichten über die Region seiner Herkunft, seine Familie und Alltagsbegebenheiten schrieb Dietz auch Gedichte zum Ersten Weltkrieg, über das verloren gegangene Kaiserreich und die im Kontext des Versailler Vertrages durch das Deutsche Reich zu leistenden Reparationsforderungen. Nach Rudolf Dietz sind im Nassauer Land etwa 30 Straßen, eine Schule und zwei Plätze benannt.

## Leben
Dietz wurde als Sohn des Dorfschullehrers Carl Wilhelm Dietz in Naurod geboren. Von 1869 bis 1877 besuchte er die Volksschule in Naurod. Nach seiner Ausbildung in der Präparandenanstalt Herborn (1878 bis 1880) und im Seminar Usingen wurde er 1883 Lehrer in Freiendiez. Dort begann er zu schreiben, wobei er neben Gedichten und einem Theaterstück zunächst auch Schulbücher verfasste. Nach Zweiter Lehrerprüfung (1885), Militärdienst in Mainz (1886) und Weiterbildungen in Leipzig (1890 und 1894) wurde er 1898 nach Wiesbaden versetzt. 1923 wurde er zum Konrektor ernannt und 1925 pensioniert. Zum 1. Mai 1933 trat Dietz im Alter von 70 Jahren in die NSDAP (Mitgliedsnummer 2.367.714), später auch in andere NS-Organisationen ein, z. B. in die 'Nationalsozialistische Volkswohlfahrt'.
Dietz war zweimal verheiratet, zunächst mit Anna Auler, die er im Jahre 1900 heiratete. Gemeinsam hatten sie drei Söhne und eine Tochter. Nachdem Anna 1913 verstorben war, heiratete Dietz 1917 erneut; mit Frieda Frick hatte er zwei Söhne.
Er liegt neben seinen beiden Ehefrauen auf dem Wiesbadener Nordfriedhof begraben.

## Debatte um seine politischen Überzeugungen
Rudolf Dietz war schon zu Beginn der Weimarer Republik Mitglied im völkisch-faschistischen, rassistischen und antisemitischen 'Deutschbund' geworden. Dieser Verband wurde durch das Oberste Parteigericht der NSDAP im Jahr 1934 als „älteste völkische Vereinigung“ anerkannt und nahm „Hitlers Ausdrücke und Gedankengänge vorweg.“
Das ideologische Gedankengut des Deutschbundes verbreitete Dietz in den Jahren von 1933 bis zu seinem Tod durch Gedichte, in denen er unter anderem seine Bewunderung für Adolf Hitler zum Ausdruck brachte. Außerdem verfasste er dutzendfach Verse mit antijüdischem Inhalt. „Rudolf Dietz hat in einer ganzen Reihe seiner Gedichte antijüdische Ressentiments und Klischees reproduziert. Die jüdische Minderheit wurde dabei zum Ziel eines unverkennbar rassistisch ausgerichteten Spotts. So hat er keinen Zweifel an seiner Meinung aufkommen lassen, dass die Zugehörigkeit zur jüdischen Minderheit rassistisch determiniert sei“, so das Stadtarchiv Wiesbaden in einer Stellungnahme vom 4. September 2003.
In mehreren Gedichten bejubelte er die Machtergreifung Hitlers, so in dem 'Deutschen Reichslied' vom 30. Juli 1933. Darin heißt es u. a. "Da entstand im deutschen Volke / Jäh ein Aufstieg stoltz und steil, / Unserem Führer Sieg und Heil. In dem Gedicht beschwört er die Einigkeit „unterm Hakenkreuz“. Die beiden letzten Zeilen der Propaganda-Reime: „Nie mehr trennt ein fremder Keil, uns're Treuschar. – Hitler Heil!“
Nach der Machtergreifung trat Rudolf Dietz in Schulen auf, um dort vor allem jene Gedichte vorzutragen, die die Diktatur stützten, Menschen jüdischen Religionsbekenntnisses aber verunglimpften. Um seine Gedichte vortragen zu können, diente Dietz sich offensiv bei den Nationalsozialisten und den regionalen Schaltstellen der Macht an, so zum Beispiel 1934 beim „Gaupropagandaleiter und Leiter der Landesstelle Hessen-Nassau des Reichsministeriums für Volksaufklärung und Propaganda“ oder 1935 bei der „S.A. der N.S.D.A.P. – Sturm 8 /80 – Wiesbaden Dotzheim“.
In Wiesbaden entbrannte ab dem Jahr 2003 eine öffentliche Debatte um die Umbenennung der Rudolf-Dietz-Grundschule. Das Stadtarchiv Wiesbaden hatte darauf hingewiesen, dass Dietz kein Vorbild für die Jugend und daher auch nicht Namensgeber für die Grundschule sein könne.
Zur „Versachlichung der Debatte“ wurde von Oberbürgermeister Hildebrand Diehl (CDU) ein Gutachten über Dietz bei dem Karlsruhe Historiker Peter Steinbach in Auftrag gegeben. Steinbach, der nur einen Teil der vorliegenden Quellen prüfte, kam zu dem Ergebnis, dass Dietz ein Mitläufer des Naziregimes war. Daher plädierte er gegen die Umbenennung der Schule.
Die Sichtweise von Steinbach wurde von vielen Fachleuten heftig kritisiert. Nach der Vorlage des Gutachtens sind weitere belastende Fakten gegen Rudolf Dietz aufgetaucht. So präsentierte Steinbach im März 2006 selbst eine Auswertung vorliegender Tagebücher von Dietz. Notizen belegen die Mitgliedschaft des Dichters im 'Deutschbund'. Von den von Rudolf Dietz unterhaltenen Verbindungen zu einflussreichen und überzeugten Wiesbadener Nationalsozialisten wie Walter Minor, der für die 'Gleichschaltung' der Volkshochschule wie auch des Volksbildungsvereins Wiesbaden verantwortlich zeichnete, profitierte Dietz wirtschaftlich. Nachdem Schriftsteller jüdischen Glaubensbekenntnisses und „nicht-arischer“ Abstammung von der Publikation in den Wiesbadener Volksblättern ausgeschlossen waren, setzte sich Walter Minor dafür ein, dass Rudolf Dietz, der vor der NS-Zeit nur im Selbstverlag veröffentlichte, dort publizieren konnte.
Die Stadtverordnetenversammlung von Wiesbaden entschied 2005, ebenso wie der Schulelternbeirat und die Schulkonferenz der Rudolf-Dietz-Schule sowie die betroffenen Ortsbeiräte von Auringen, Medenbach und Naurod, den Namen der Grundschule beizubehalten. Mit dem Umzug in ein neues Gebäude wurde die Schule schließlich 2020 in Wickerbach-Grundschule umbenannt.

## Debatte und kommunaler „Sonderweg“ in der Kurstadt Bad Camberg
Die Fraktion Bündnis 90/Die Grünen Bad Camberg hat für die Sitzung der Stadtverordnetenversammlung am 26. Juni 2012 beantragt, die Bad Camberger Rudolf-Dietz Straße umzubenennen. Der Antrag wurde abgelehnt. Ersatzweise wurden, als Ergänzung der Straßenschilder, im April 2013 Schilder mit dem Hinweis auf die NS-Vergangenheit des Autors angebracht. Die Mehrheit von CDU und SPD in der Stadtverordnetenversammlung begründete diese Option mit dem Versuch, so an die NS-Zeit „erinnern“ zu wollen und ein „Mahnmal der Erinnerung“ an die „dunkle Seite der Geschichte“ zu schaffen, um das „Geschehene in Erinnerung zu behalten“, so ein CDU-Abgeordneter.
Die Grüne Fraktion im Wiesbadener Stadtparlament hat, da die Gedichte von Rudolf Dietz nicht ohne Weiteres zugänglich sind, zum Zwecke der Dokumentation einige dieser Gedichte in ihrem Internetauftritt veröffentlicht.

## Werke
- Kleiner Sängerfreund – Zweihundert Liedertexte für die Schuljugend. Wiesbaden 1894
- Hohenzollernfürsten. Meyer, Hannover 1895 (Digitalisat)
- Aus vergilbten Blättern. Ernste und heitere Begebenheiten und Aktenstücke aus der Geschichte der Stadt Diez und der umliegenden Orte. 1896
- Heimatkunde des Regierungsbezirks Wiesbaden. 7. Aufl., Teubner, Leipzig 1909 (Digitalisat)

Dietz verfasste über 1.000 Gedichte. Diese finden sich unter anderem in folgenden Bänden:
- Nix für ungut! Lustige Gedichte in Nassauischer Mundart. Dietz, Wiesbaden 1900
- Lustige Leut. Neue Scherzgedichte in Nassauischer Mundart. Dietz, Wiesbaden 1906
- Siwwesache. For ze lache. Dietz, Wiesbaden 1907
- Deham is Deham. Dietz, Wiesbaden 1908
- Pefferniß. Den Nassauern im Felde gewidmet. Dietz, Wiesbaden 1914
- Zwiwwele. Dietz, Wiesbaden 1921
- Uhrtormspäß. Dietz, Wiesbaden 1922
- Koppsalat. Dietz, Wiesbaden 1925
- Lachkunrad. Dietz, Wiesbaden 1928
- AB-Reiter. Dietz, Wiesbaden 1930
- Deham is Deham. Die schönsten Gedichte in Nassauischer Mundart. Kramer, Frankfurt 1975

Das Stadtarchiv Wiesbaden kommt in einer Stellungnahme vom 26. April 2003 zu folgender Beurteilung von Rudolf Dietz:
Aus alledem geht hervor, dass Rudolf Dietz als überzeugter Antidemokrat und Antisemit zu charakterisieren ist, ein von seiner Denkhaltung Überzeugter, der zur Traditionspflege des „Dritten Reiches“ hervorragend geeignet gewesen wäre, nicht jedoch von einem freiheitlich-demokratisch verfassten Gemeinwesen bemüht werden sollte, das sich durch das Grundgesetz zu „unverletzlichen und unveräußerlichen Menschenrechten als Grundlage jeder menschlichen Gemeinschaft, des Friedens und der Gerechtigkeit in der Welt“ bekennt und folgerichtig auch jedem Rassismus eine scharfe Absage erteilt.